# Галич (тврђава)
Галич је била тврђава у Србији која се налази 20 km северно од Косовске Митровице код села Луке, а како се спомиње у Светостефанској хрисовуљи, недалеко од Сочанице на Ибру.
Намена тврђаве је била заштита рударских окна у околини, још у антици и раном средњем веку, а ту улогу је играла и у Рашкој. 
1149. године је тврђава уништена током првог похода Византијаца под вођством Манојла Комнина. 
Данас се од ње разазнају само остаци темеља.